# Palaeosiccia punctata
Palaeosiccia punctata là một loài bướm đêm thuộc phân họ Arctiinae, họ Erebidae.